# 75 Pułk US Army Rangers

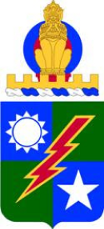
Oznaka 75th Ranger Regiment

75 Pułk Rangersów (ang. 75th Ranger Regiment) – wyspecjalizowany oddział United States Army Rangers podlegający Dowództwu Operacji Specjalnych Armii Stanów Zjednoczonych (ang. United States Army Special Operations Command, USASOC) z bazą w Fort Benning w stanie Georgia. Utworzono go w 1976 roku jako 75. Pułk Piechoty, obecną nazwę nosi od 17 kwietnia 1986 roku.
Pułk jest oddziałem powietrznodesantowym lekkiej piechoty złożonym z trzech batalionów piechoty i batalionu wsparcia, odpowiedzialnym za prowadzenie operacji specjalnych mających na celu wsparcie polityki rządu Stanów Zjednoczonych. Pułk Rangerów jest jednostką, która cały czas posiada bardzo wysoki stopień gotowości (18 godzin) do podjęcia działań w dowolnym obszarze świata, oraz zdolna jest prowadzić działania samodzielne przez okres pięciu dni.
Zadania Rangerów to m.in. prowadzenie akcji bezpośrednich, rajdów na teren przeciwnika, oraz wsparcia lub ubezpieczenia działań jednostek specjalnych takich jak Delta Force, podczas niektórych operacji, jak miało to miejsce w Somalii w roku 1993. Zadania pododdziałów Pułku obejmują zwłaszcza izolację rejonu działań innych jednostek, wsparcie ogniowe oraz zabezpieczenie ich ewakuacji. Jednostka zdolna jest do infiltracji oraz eksfiltracji drogą lądową, morską i powietrzną. Jednym z ważnych zadań Pułku jest zdobywanie lotnisk przeciwnika.

## Umundurowanie i insygnia

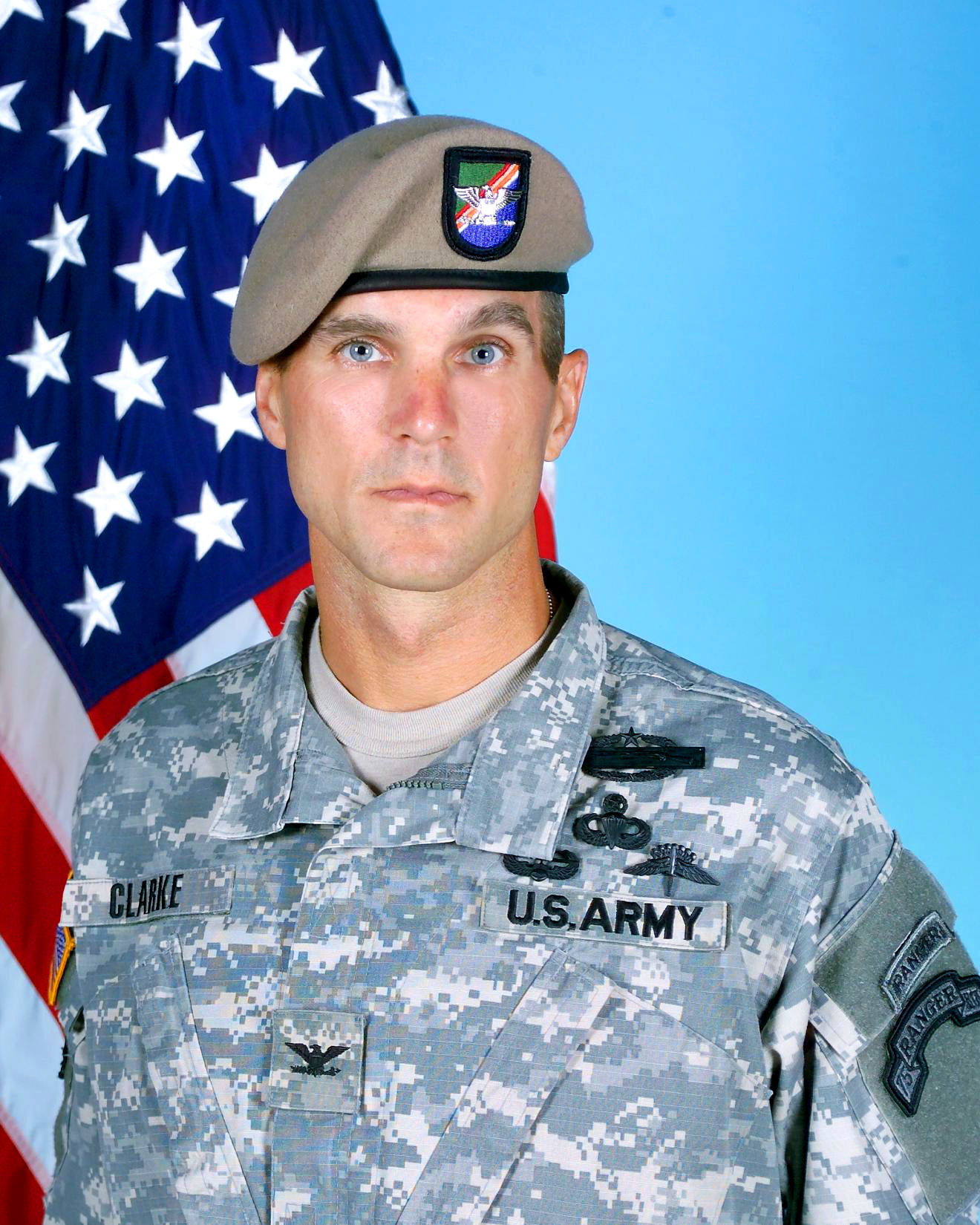
Pułkownik Richard Clarke.

Oznaka rozpoznawcza naramienna

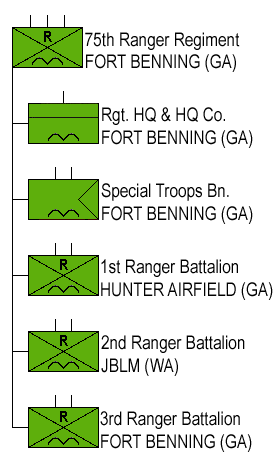
Struktura pułku

Każdy żołnierz nosi na ramieniu charakterystyczną czarno-czerwono-białą łukowatą odznakę batalionu Rangerów oraz naszywkę 75th Ranger Regiment (po przeniesieniu do innej jednostki lub gdy był na misji bojowej z regimentem), a po ukończeniu specjalnego kursu naszywkę z żółtym napisem „Ranger”.
Charakterystycznym elementem munduru wyjściowego Rangerów jest piaskowego koloru beret. Wcześniej beret był w kolorze czarnym. W czerwcu 2001 roku Szef Sztabu Armii Amerykańskiej generał Eric Shinseki wydał rozkaz pozwalający regularnym wojskom na noszenie czarnego beretu Rangerów. Spowodowało to falę protestów w środowiskach weteranów w postaci marszów byłych Rangerów z całego kraju do Waszyngtonu. Protest nie zmienił decyzji. Postanowiono jednak przyznać Rangerom beret w kolorze piaskowym (ang. sand-coloured beret). Beret w tym kolorze jest także noszony przez Brytyjskie Siły Specjalne: Special Air Service, The Special Reconnaissance Regiment, Nowozelandzki New Zealand SAS. W kanadyjskiej armii noszony jest przez: Canadian Special Operations Forces Command (CANSOFCOM) w tym Joint Task Force 2 (JTF2) oraz the Canadian Special Operations Regiment (CSOR), a także przez Joint Nuclear, Biological and Chemical Defence Company.

## Operacje
Wybrane działania 75 Pułku Rangerów:
- 1980 – Operacja Orli Szpon
- 1983 – inwazja na Grenadę
- 1989 – inwazja na Panamę
- 1990 – I wojna w Zatoce Perskiej
- 1993 – bitwa w Mogadiszu
- 2001 – wojna w Afganistanie
- 2003 – II wojna w Zatoce Perskiej